# Nitrare
Nitrarea este un tip de reacție chimică prin care se obțin nitroderivații, compuși organici ce conțin grupa funcțională nitro. Este o reacție de substituție.
Procesul de nitrare are multe aplicații industriale importante, însă cea mai notabilă este obținerea de nitroderivați aromatici, precum nitrobenzenul. În mod analog, se obțin prin nitrare pe scară largă compuși explozibili, precum trinitrotoluenul. Anual, se produc milioane de tone de compuși nitroaromatici prin nitrare.

## Nitrarea aromatică
Nitrarea aromatică se realizează cu ajutorul amestecului sulfonitric (numit și amestec nitrant), care este un amestec de acid azotic și acid sulfuric. Cei doi acizi tari dau în reacție cationul nitroniu (NO2+), care este specia activă a reacției. În cazul nitrării benzenului, reacția are loc la o temperatură de 50 °C, și este un exemplu tipic de substituție electrofilă aromatică; în urma reacției se obține nitrobenzen:
Se mai poate efectua și cu alți agenți nitranți de exemplu clorura de nitroil.

## Nitrarea alifatică
Se poate efectua prin reacția alcanilor gazoși cu acid azotic în fază gazoasă la temperaturi relativ ridicate și presiuni de aproximativ 10 atmosfere.